# Tondeswaram-Tempel
Koordinaten: 5° 55′ 38″ N, 80° 35′ 19″ O
Der Tondeswaram-Tempel befindet sich an der südlichsten Spitze von Sri Lanka, am Dondra. Er gehört mit den Koneswaram-, Thiruketheeshwaram-, Munneswaram- und Naguleswaram-Tempeln zu den fünf antiken Shiva-Tempeln in Sri Lanka. Der Tempel wurde 1998 ausgegraben und von Hindus wiederaufgebaut. Eigentlich ist dieses Gebiet rein singhalesisch-buddhistisch. Den Archäologen zufolge befindet sich an der ursprünglichen Stelle des Tempels jetzt ein buddhistischer Schrein.